# Vitex obovata
Vitex obovata là một loài thực vật có hoa trong họ Hoa môi. Loài này được E.Mey. miêu tả khoa học đầu tiên năm 1838.